# ميريديان (تكساس)
ميريديان (بالإنجليزية: Meridian, Texas)‏ هي مدينة تقع بولاية تكساس في شمال شرق الولايات المتحدة. تبلغ مساحة هذه المدينة 5.1 (كم²)، وترتفع عن سطح البحر 232 م، بلغ عدد سكانها 1493 نسمة في عام 2010 حسب إحصاء مكتب تعداد الولايات المتحدة .

## التركيبة السكانية
حدّد مكتب تعداد الولايات المتحدة بيانات التركيبة السكانية لميريديان في تعداد الولايات المتحدة. في ما يلي، التركيبة السكانية حسب تعدادي 2000 و2010.

### تعداد عام 2000
بلغ عدد سكان ميريديان 1,491 نسمة بحسب تعداد عام 2000، وبلغ عدد الأسر 515 أسرة وعدد العائلات 359 عائلة مقيمة في المدينة. في حين سجلت الكثافة السكانية 273.6 نسمة لكل كيلومتر مربع (708.6/ميل2). وبلغ عدد الوحدات السكنية 600 وحدة بمتوسط كثافة قدره 110.1 لكل كيلومتر مربع (285.2/ميل2).
وتوزع التركيب العرقي للمدينة بنسبة 83.43% من البيض و5.37% من الأمريكيين الأفارقة و0.27% من الأمريكيين الأصليين و0.07% من الأمريكيين ذوي الأصول الآسيوية و8.18% من الأعراق الأخرى و2.68% من عرقين مختلطين أو أكثر و23% من الهسبانيون أو اللاتينيون من أي عرق.
بلغ عدد الأسر 515 أسرة كانت نسبة 40.6% منها لديها أطفال تحت سن الثامنة عشر تعيش معهم، وبلغت نسبة الأزواج القاطنين مع بعضهم البعض 52% من أصل المجموع الكلي للأسر، ونسبة 13.2% من الأسر كان لديها معيلات من الإناث دون وجود شريك، بينما كانت نسبة 4.5% من الأسر لديها معيلون من الذكور دون وجود شريكة وكانت نسبة 30.3% من غير العائلات. تألفت نسبة 28.3% من أصل جميع الأسر من عدة أفراد يعيشون في نفس المنزل ونسبة 16.9% كانت تتألف من شخص يعيش بمفرده يبلغ من العمر 65 عاماً أو أكثر. وبلغ متوسط حجم الأسرة المعيشية 2.66، أما متوسط حجم العائلات فبلغ 3.27.
بلغ العمر الوسطي للسكان 35.7 عاماً. وكانت نسبة 28.6% من القاطنين تحت سن الثامنة عشر، وكانت نسبة 7.4% بين الثامنة عشر والرابعة والعشرين عاماً، ونسبة 24.9% كانت واقعةً في الفئة العمرية ما بين الخامسة والعشرين والرابعة والأربعين عاماً، ونسبة 16.9% كانت ما بين الخامسة والأربعين والرابعة والستين، ونسبة 13.9% كانت ضمن فئة الخامسة والستين عاماً فما فوق. يوجد لكل 100 أنثى 89.0 ذكر، ويوجد لكل 100 أنثى في الثامنة عشر من عمرها فما فوق 85.6 ذكر.
بلغ متوسط دخل الأسرة في المدينة 32,750 دولارًا، أما متوسط دخل العائلة فبلغ 40,625 دولارًا. وكان متوسط دخل الذكور 30,179 دولارًا مقابل 20,227 دولارًا للإناث. وسجل دخل الفرد الخاص بالمدينة 17,258 دولارًا. وكانت نسبة 10.8% من العائلات ونسبة 14.4% من السكان تحت خط الفقر، وكان من هؤلاء نسبة 13.5% تحت سن الثامنة عشر ونسبة 27.4% في الخامسة والستين من العمر وما فوق.

### تعداد عام 2010
بلغ عدد سكان ميريديان 1,493 نسمة بحسب تعداد عام 2010، وبلغ عدد الأسر 524 أسرة وعدد العائلات 353 عائلة مقيمة في المدينة. في حين سجلت الكثافة السكانية 273.9 نسمة لكل كيلومتر مربع (709.4/ميل2). وبلغ عدد الوحدات السكنية 629 وحدة بمتوسط كثافة قدره 115.4 لكل كيلومتر مربع (298.9/ميل2).
وتوزع التركيب العرقي للمدينة بنسبة 82.52% من البيض و4.62% من الأمريكيين الأفارقة و0.47% من الأمريكيين الأصليين و0.27% من الأمريكيين ذوي الأصول الآسيوية و10.38% من الأعراق الأخرى و1.74% من عرقين مختلطين أو أكثر و31.15% من الهسبانيون أو اللاتينيون من أي عرق.
بلغ عدد الأسر 524 أسرة كانت نسبة 38.5% منها لديها أطفال تحت سن الثامنة عشر تعيش معهم، وبلغت نسبة الأزواج القاطنين مع بعضهم البعض 45.4% من أصل المجموع الكلي للأسر، ونسبة 16.4% من الأسر كان لديها معيلات من الإناث دون وجود شريك، بينما كانت نسبة 5.5% من الأسر لديها معيلون من الذكور دون وجود شريكة وكانت نسبة 32.6% من غير العائلات. تألفت نسبة 28.6% من أصل جميع الأسر من عدة أفراد يعيشون في نفس المنزل ونسبة 15.5% كانت تتألف من شخص يعيش بمفرده يبلغ من العمر 65 عاماً أو أكثر. وبلغ متوسط حجم الأسرة المعيشية 2.72، أما متوسط حجم العائلات فبلغ 3.36.
بلغ العمر الوسطي للسكان 36.1 عاماً. وكانت نسبة 30.1% من القاطنين تحت سن الثامنة عشر، وكانت نسبة 9% بين الثامنة عشر والرابعة والعشرين عاماً، ونسبة 22.6% كانت واقعةً في الفئة العمرية ما بين الخامسة والعشرين والرابعة والأربعين عاماً، ونسبة 22% كانت ما بين الخامسة والأربعين والرابعة والستين، ونسبة 16.3% كانت ضمن فئة الخامسة والستين عاماً فما فوق. وتوزع التركيب الجنسي للسكان بنسبة 48.3% ذكور و51.7% إناث.

## وصلات خارجية
- The US50 - Cities and Towns in Texas State